# Daniel de Latour
Daniel de Latour (ur. 1971) – polski ilustrator oraz rysownik.
Daniel de Latour zajmuje się rysowaniem komiksów oraz ilustrowaniem książek dla dzieci oraz czasopism. Ilustrował również felietony Joanny Sokolińskiej w Wysokich Obcasach. Otrzymał nominację do nagrody PS IBBY Książka roku 2009 za „Wyprawa do kraju księcia Marginała” Henryka Bardijewskiego. W 2015 wraz z Justyną Bednarek został laureatem nagrody Przecinek i Kropka za najlepszą książkę dziecięcą oraz laureatem drugiej nagrody w konkursie na komiks Muzeum Powstania Warszawskiego. Laureat Nagrody Literackiej m.st. Warszawy 2016 w kategorii „literatura dziecięca – tekst i ilustracje” za ilustracje do książki Justyny Bednarek Niesamowite przygody dziesięciu skarpetek (czterech prawych i sześciu lewych).